# Abdullah al-Hidi
Abdullah al-Hidi (* 21. September 1981) ist ein ehemaliger omanischer Leichtathlet, der sich auf den Hürdenlauf spezialisiert hat.

## Sportliche Laufbahn
Erste internationale Erfahrungen sammelte Abdullah al-Hidi im Jahr 2010, als er bei den Asienspielen in Guangzhou im 400-Meter-Hürdenlauf im Vorlauf nicht das Ziel erreichte. Im Jahr darauf schied er bei den Asienmeisterschaften in Kōbe mit 51,64 s in der Vorrunde aus und belegte mit der omanischen 4-mal-400-Meter-Staffel in 3:09,28 min den fünften Platz. Anschließend belegte er bei den Panarabischen Spielen in Doha in 52,58 s den sechsten Platz und gewann mit der Staffel in 3:08,54 min die Bronzemedaille hinter den Teams aus Saudi-Arabien und dem Sudan. 2012 bestritt er in Zgorzelec seinen letzten Wettkampf und beendete dort seine aktive sportliche Karriere.

## Persönliche Bestzeiten
- 400 Meter: 48,59 s, 7. Juli 2012 in Zgorzelec
- 400 m Hürden: 51,64 s, 8. Juli 2011 in Kōbe